# Astronaut
Astronaut é o 11º álbum de estúdio da banda inglesa de pop rock Duran Duran. Foi lançado em 11 de outubro de 2004. Este foi o primeiro álbum de estúdio da banda desde Pop Trash (2000), e o primeiro (e até agora último) álbum completo desde Seven and the Ragged Tiger (1983), a ser gravado pela formação original da banda. (O single de 1985, "A View to a Kill", foi o último álbum gravado juntos).
| Críticas profissionais                                                      | Críticas profissionais |
| Avaliações da crítica                                                       | Avaliações da crítica  |
| Fonte                                                                       | Avaliação              |
| --------------------------------------------------------------------------- | ---------------------- |
| allmusic                                                                    | [ 1 ]                  |
| CD-WOW (Album of the Week)                                                  | (sem nota)             |
| Rolling Stone                                                               | [ 3 ]                  |
| Esta tabela precisa de ser acompanhada por texto em prosa. Consulte o guia. |                        |

## Faixas
1. "(Reach Up For The) Sunrise" – 3:27
2. "Want You More!" – 3:39
3. "What Happens Tomorrow" – 4:11
4. "Astronaut" – 3:26
5. "Bedroom Toys" – 4:01
6. "Nice" – 3:33
7. "Taste the Summer" – 3:55
8. "Finest Hour" – 4:02
9. "Chains" – 4:48
10. "One Of Those Days" – 3:52
11. "Point Of No Return" – 4:59
12. "Still Breathing" – 5:59

### Música extra
1. "Virus" (bônus somente para o Japão)

## Singles
1. "(Reach Up For The) Sunrise" (Austrália (setembro de 2004), Reino Unido (outubro de 2004) – Posição #5 nas paradas britânica e #89 norte-americana
2. "What Happens Tomorrow" (janeiro, 2005) – posição #11 no Reino Unido
3. "Nice"

## Formação
- Simon Le Bon - vocal
- Nick Rhodes - teclado
- John Taylor - baixo
- Roger Taylor - bateria
- Andy Taylor - guitarra